# Inazuma Eleven: La Película
Inazuma Eleven: La Película (イナズマイレブン 最強軍団オーガ襲来 Inazuma Eleven: Saikyō Gundan Ōga Shūrai?) es una película de deportes (fútbol) y ciencia ficción de anime japonés de 2010. Es la primera película basada en la franquicia de videojuegos de rol y deportes Inazuma Eleven creada por Level-5. La película fue lanzada en teatros el 23 de diciembre de 2010 en Japón. La película fue emitida tanto en formato 2D tradicional como en 3D stereoscópico.

## Argumento
La película inicia explicando la historia del primer videojuego, similar a la primera temporada del anime. Un misterioso grupo de personas del futuro preparan un intento de cambiar el pasado del Instituto Raimon, a lo que el equipo de fútbol deberá hacer frente.
La mayor parte de la historia original permanece sin cambios, pero cuenta con añadidos de personajes de las dos secuelas así como un equipo completamente original para la película, que fue después añadido a la edición ¡La Amenaza del Ogro!, de Inazuma Eleven 3.